# Izaskun García
Izaskun García Urlezaga (Múgica, Vizcaya, 25 de julio de 1992) es una baloncestista profesional española.  

## Biografía
Izaskun García nació en Múgica (Vizcaya) en 1992. Ha estudiado Educación Infantil, a lo que le gustaría dedicarse cuando termine su carrera deportiva.

## Trayectoria
Empezó a jugar a los 9-10 años en la ikastola Seber Altube de Gernika. A lo largo de su trayectoria deportiva ha pasado desde el minibasquet por todas las categorías del equipo Gernika KESB. Mide 1´69 metros y juega en la posición de base. Es una jugadora muy física y una gran defensora.
Debutó la temporada 2011-12 en LF2 y salvo unos encuentros de la 2013/2014 que disputó con los vecinos de GDKO Ibaizabal (que entonces jugaban en LF) siempre ha estado en el Gernika y a las órdenes de Mario López. Fue partícipe del ascenso a Liga Femenina del Gernika KESB, coincidiendo con los años más exitosos del club hasta la temporada 2016/2017.
Ahí fichó  por Araski AES, donde jugó 5 temporadas, hasta, hasta la 2021/2022.
Después jugó en el equipo Clarinos, de La Laguna (Tenerife), también en Liga Femenina. 
Es una jugadora fija en los esquemas de la Selección de Euskadi Absoluta. Y ha formado parte de las categorías inferiores de la Selección de España.

## Clubes
- 2011-2014 Gernika KESB en Liga Femenina 2.
- 2014-2017 Gernika KESB en Liga Femenina.
- 2017-2021 A.D.B. Araski AES en Liga Femenina.

## Selección nacional

### Categorías inferiores
- U19 2011 en Chile[10]

## Palmarés

### Equipo
- Logró el Subcampeonato Cadete con la Selección del País Vasco.[11]
- 2014 Ascenso a Liga Femenina del Gernika KESB.

### Individuales
- Mejor jugadora vizcaína de la temporada 2014/15 en XI Gala del Baloncesto Vizcaíno.[9]
- Con motivo del 75 Aniversario de la Federación Bizkaina de Baloncesto,Gerardo Candina, Yaiza Lázaro, Mario López, Txutxi Solar e Izaskun García fueron galardonados en el descanso del partido del Bilbao Basket.[12]